# Friesodielsia discolor
Friesodielsia discolor är en kirimojaväxtart som först beskrevs av William Grant Craib, och fick sitt nu gällande namn av Debika Das. Friesodielsia discolor ingår i släktet Friesodielsia och familjen kirimojaväxter. Inga underarter finns listade i Catalogue of Life.